# Gótikus építészet Magyarországon
Magyarország gótikus stílusú építészete a 13. század második felében kezdett meghonosodni és a 16. század elejéig virágzott.
A magyarországi gótika fontos terjesztője volt a ciszterci rend, majd fokozódóan a koldulórendek: a ferencesek és domonkosok templom- és kolostorépítkezéseinek volt nagy szerepe.
Kezdetben francia, majd németországi mesterek munkájának a jellegzetességei mutatkoznak. Utóbb pedig Ausztria, Csehország és Szilézia hatása mutatkozott, a területükről hívott mesterek révén.
A hazai gótika alkotásai – az európaival összevetve – méreteikben és kiképzésükben is szerények. Az alkotások a törökök által megszállt területeken jórészt elpusztultak, többnyire csak a meg nem szállt, nyugati, északi, északkeleti régióban, továbbá Felvidéken és Erdélyben maradtak meg. Sok templom a 18. századi barokk újjáépítésnél, vagy a 19. századi restaurálás során vesztette el eredeti alakját. A várak nagy részét a 17-18. század fordulóján császári parancsra felrobbantották, a gótikus városi lakóházak zöme pedig háborús pusztításoknak vagy átépítéseknek esett áldozatul.

## Korszakai
A hazai gótikus építészet három elkülöníthető korszaka :
- 13. század második fele - 14. század eleje – korai szakasz
- Nagy Lajos és Zsigmond uralkodása – virágkor
- Mátyás király és II. Ulászló uralkodása – késői virágzás

## Építmények
Buda lett a királyi székhely, elkezdték építeni a Nagyboldogasszony (Mátyás) templomot, és a Szent Miklós-templomot. Jelentős gótikus emlékek voltak a korai időkből még a soproni Bencés (Kecske) templom, a felvidéki várak, és sok falusi templom is.
Nagy Lajos építette meg a budai várkápolnát, és magasabb színvonalra fejlesztette Visegrádot. Ő építette újjá és bővítette Diósgyőr várát is, ami szabályos négyszög alaprajzú királyi rezidencia, nagy termekkel, kétszintes kápolnával. Ez idő tájt a koldulórendek is nagy támogatásokat kaptak, ekkor épültek városaink megmaradt középkori kőházai, kapualjukkal, ülőfülkéikkel.
A magyar gótika Zsigmond alatt virágzott, az ő uralkodása idején épült a budai Friss-palota, a bazilikális rendszerű templomokat csarnoktemplommá építette át. A nagyurak is jelentős építkezéseket folytattak. Ekkor épült ki Siklós, Csesznek, Gyula és Kisnána vára. A városok fejlődése felgyorsult, a legtöbb városfal is ekkortájt épült.

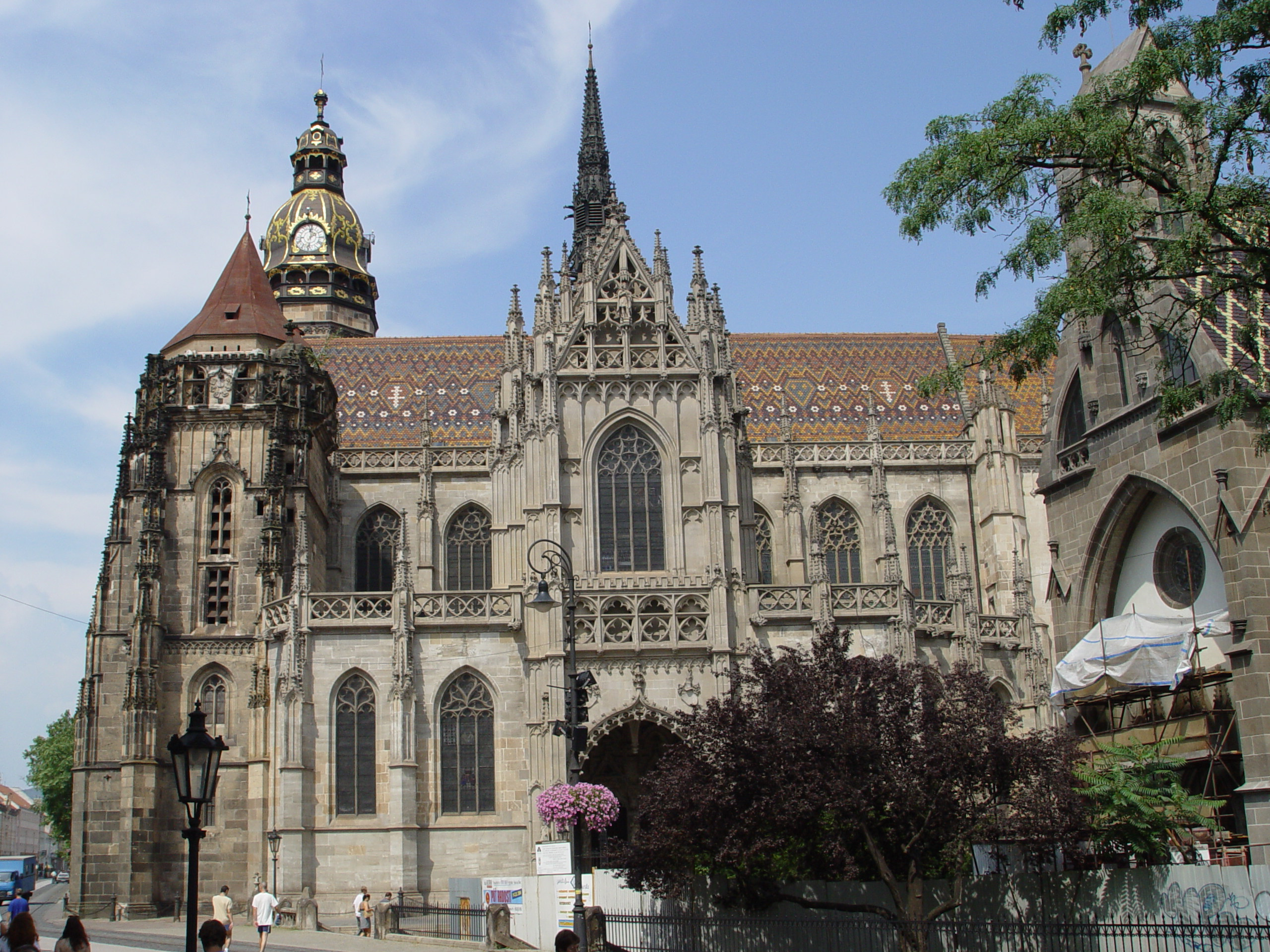
A kassai-dóm

Mátyás alatt Európában második országként, Magyarországon is megjelent a reneszánsz, de a gótika még sokáig élt. Erre példa a nyírbátori minorita és a későbbi református templom, a szegedi ferences templom, a sárospataki csarnoktemplom, a kassai dóm, a kolozsvári Farkas utcai templom, a jászberényi ferences kolostor, vagy a csütörtökhelyi kápolna. Egerben is ekkor épült a gótikus székesegyház. Jelentős városi házépítések is zajlottak ez időben, például Budán, Fehérvárott, Sopronban, a Szepességben, Szászföldön, Erdélyben. Ekkortájt jelentek meg a külsőtornyos várak is (például Kőszeg ma Jurisics-vár néven ismert vára). A magyar gótika alulmaradt a franciához képest, de a nagy csarnoktemplomok nyugodt belső és külső tere a mai napig lenyűgözi a szemlélőt, még díszítetlenül is.

### Falusi templomok
Nagy számban épültek kisméretű, változó igényességű falusi templomok is. Túlnyomó többségük csak romokban maradt ránk. Ezek a templomok legtöbbször egyhajós épületek voltak, sokszög záródású szentéllyel. Többnyire faragatlan terméskőből falazták őket. Csak a nyíláskeretek, a falsarkok és a támpillérek vége, a lábazati és ereszpárkány, valamint a boltozati bordák készültek faragott kőből. Egyes vidékeken hagyományosan téglatemplomok épültek. A homlokzatokat és a belső falfelületeket vakolták és meszelték, a belsőket, néha a homlokzatokat is figurális és dekoratív falfestményekkel díszítették.

## Példák

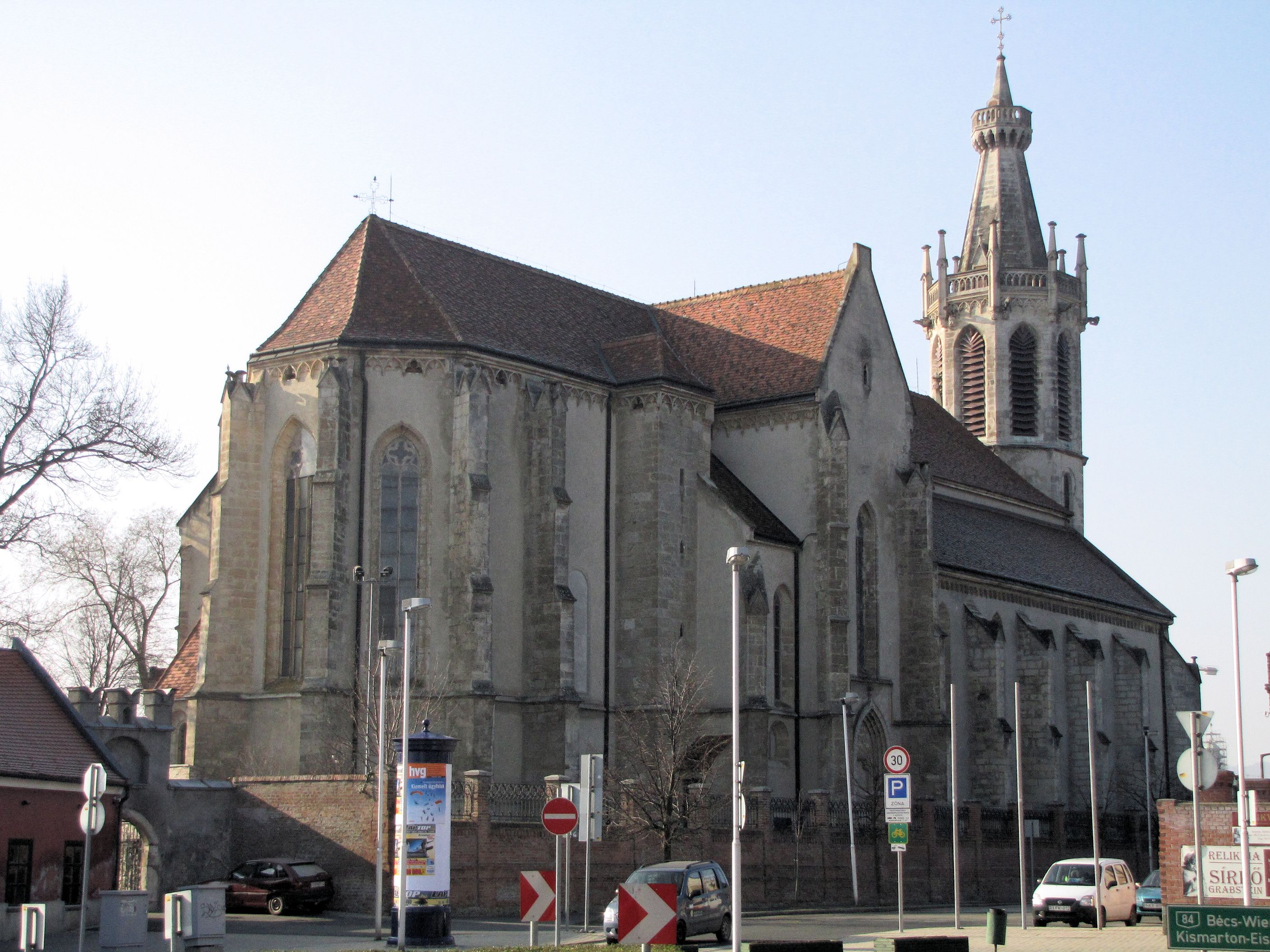
A Szent Mihály-templom Sopronban

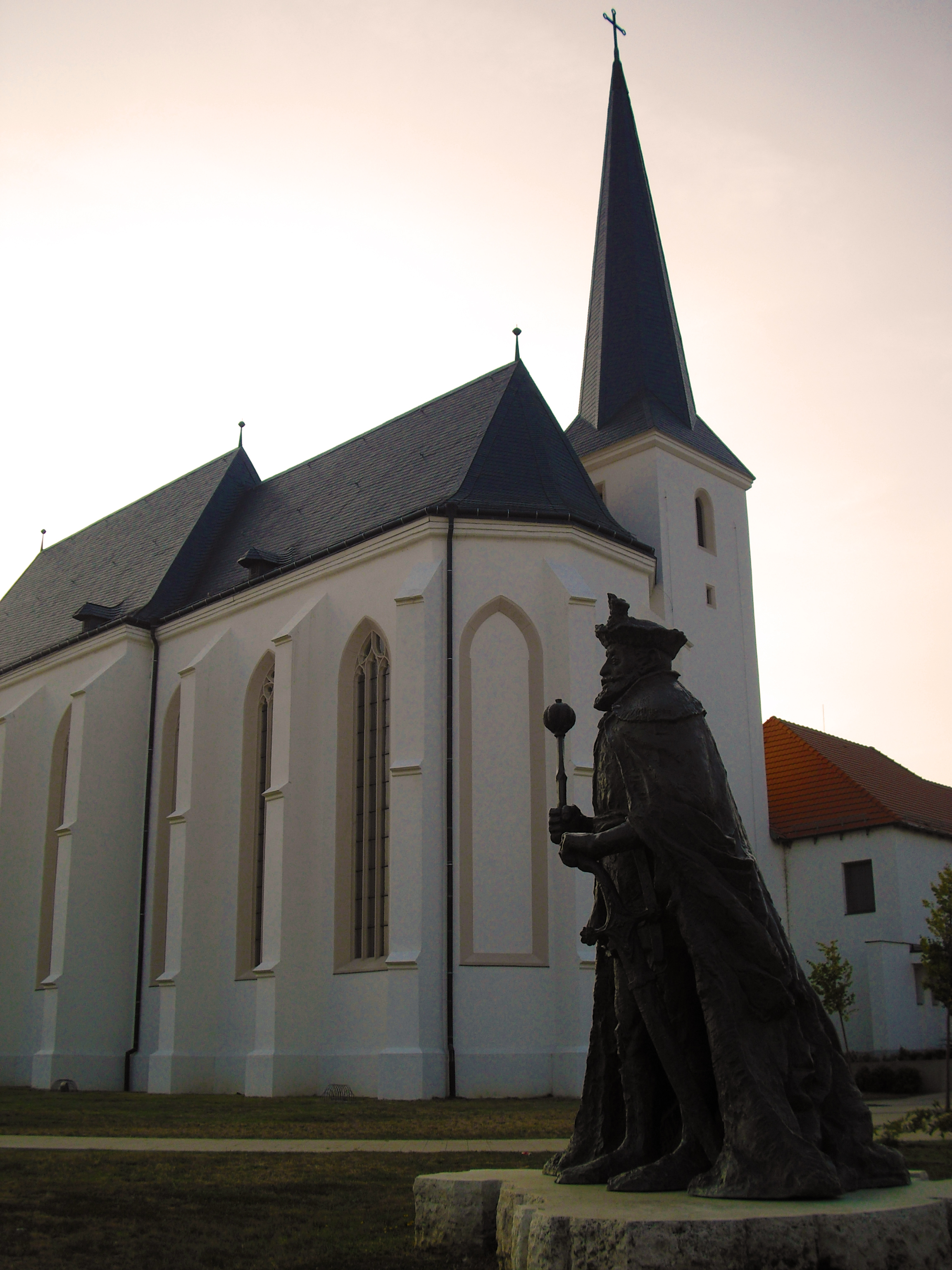
A nyírbátori minorita templom

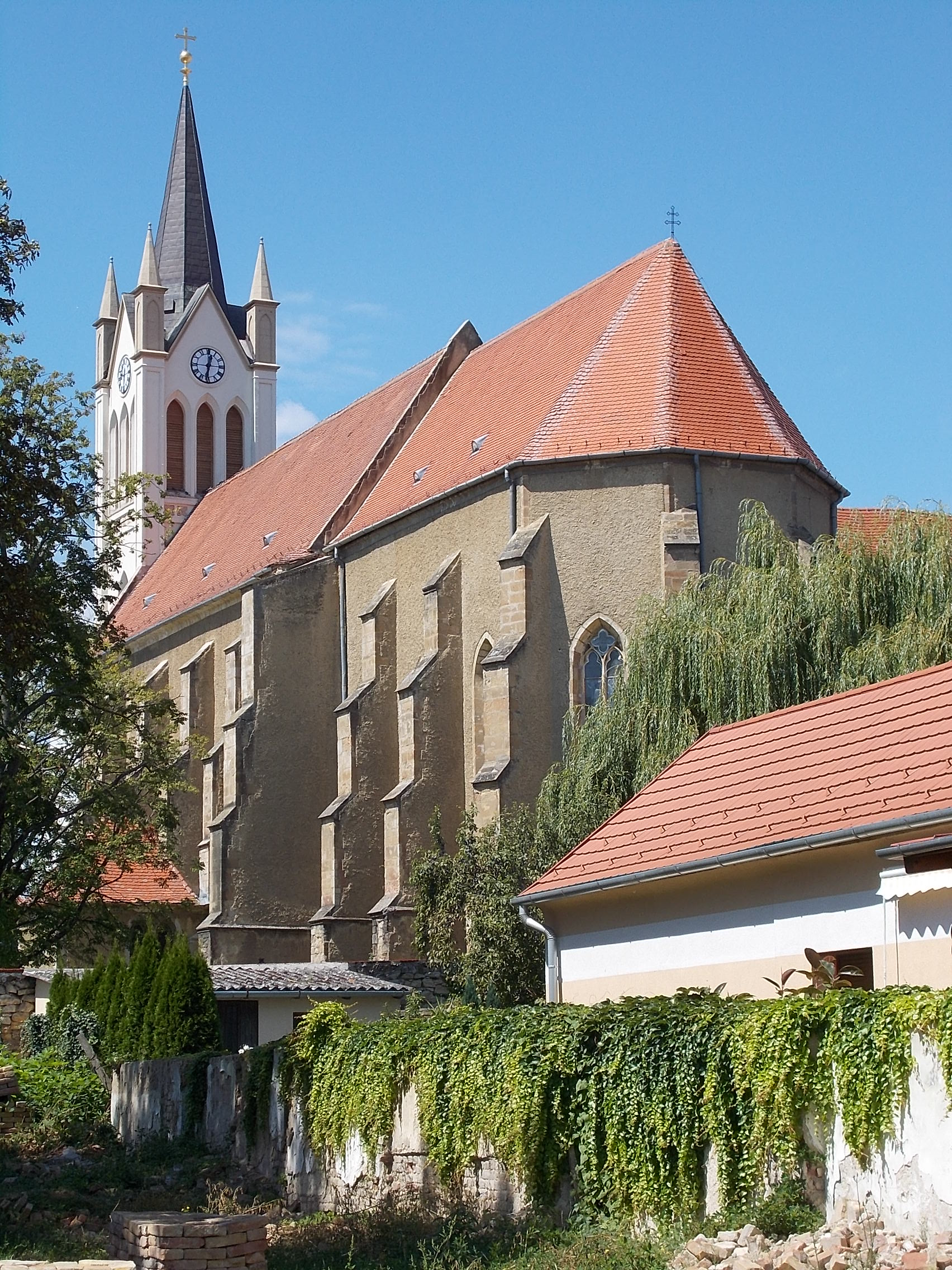
A keszthelyi Magyarok Nagyasszonya-templom

A gótikus építészet példái Magyarországon:

### Budapest
- Belvárosi plébániatemplom (részben barokk)
- Budai Várnegyed egyes épületei:
- Az egykori budavári királyi palota (később más stílusokban bővített)
  - Budavári Várkápolna
  - Mária Magdolna-templom (nagyrészt elpusztult)
  - Mátyás-templom
  - Úri utca több háza
  - Lakóház, Tárnok u. 14.[1]
- Margitszigeti ferences kolostor

### Baranya vármegye
- Siklós, várkápolna
- Siklós, Szentháromság-templom

### Bács-Kiskun vármegye
- Kecskemét, Szent Miklós-templom és romkert (a templom barokk és copf stílusban átépítve)
- Tompa, Szent Anna-templom

### Borsod-Abaúj-Zemplén vármegye
- Miskolc, avasi templom
- Miskolc, diósgyőri vár
- Miskolc, diósgyőri pálos kolostor (elpusztult)
- Miskolc, bükkszentléleki pálos kolostor (romos)
- Miskolc, tapolcai bencés apátság (rom)
- Miskolc, Nagyboldogasszony-templom (1544-ben elpusztult)
- Abaújvár, református templom
- Bodrogkeresztúr, Szent Kereszt Felmagasztalása-templom
- Bogács, Szent Márton-templom
- Gönc, pálos kolostor (rom)
- Martonyi, pálos kolostor
- Rudabánya, református templom
- Sajószentpéter, református nagytemplom (reneszánsz és barokk átépítéssel)
- Sárospatak, Szent Erzsébet-bazilika
- Sátoraljaújhely, pálos templom és kolostor

### Csongrád-Csanád vármegye
- Szeged, Alsóvárosi ferences templom
- Szeged, Dömötör-torony
- Óföldeák, Szűz Mária Keresztények Segítsége-templom

### Fejér vármegye
- Székesfehérvár, egykori Nagyboldogasszony-bazilika (eredetileg román)
- Székesfehérvár, Szent István-székesegyház (ma már főként barokk, de eredetileg gótikus)
- Székesfehérvár, Szent Anna-kápolna
- Székesfehérvár, volt vármegyeháza
- Székesfehérvár, Mátyás király-emlékmű
- Székesfehérvár, Oskola utcai lakóház

### Győr-Moson-Sopron vármegye
- Győr, Nagyboldogasszony-székesegyház (barokk és klasszicista stílusban átépítve)
- Sopron belvárosának egyes lakóházai (pl. az Új utcában, Szent György u. 3-5.)[1]
- Sopron, Fabricius-ház udvari szárnya
- Sopron, Kecske-templom
- Sopron, Keresztelő Szent János-templom
- Sopron, Ózsinagóga
- Sopron, Szent György-templom (barokk stílusban átépítve)
- Sopron, Szent Mihály-templom
- Sopron, sopronbánfalvi karmelita kolostor
- Fertőd, Szent András-templom
- Pannonhalma, Bencés Főapátság (a bazilika része)

### Heves vármegye
- Eger, gótikus székesegyház (elpusztult, rekonstruálását tervezik)
- Gyöngyöspata, Kisboldogasszony-templom

### Komárom-Esztergom vármegye
- Esztergom, Szent Adalbert-székesegyház (a 16.–17. században elpusztult)
- Neszmély, református templom

### Nógrád vármegye
- Egyházasdengeleng, Szent Imre-templom
- Egyházasgerge, Szeplőtelen Fogantatás-templom
- Mátraverebély, római katolikus templom
- Nógrádsáp, Kisboldogasszony-templom
- Tereske, Nagyboldogasszony-templom

### Pest vármegye
- Budajenő, Árpád-kori temetőkápolna
- Nagykőrös, református templom
- Pusztavacs, templomrom
- Szentendre, Keresztelő Szent János-templom
- Visegrád, királyi palota

### Somogy vármegye
- Kaposvár, kaposszentjakabi bencés apátság (romos)
- Ádánd, hetyei templomrom
- Andocs, Nagyboldogasszony-bazilika (barokk stílusban átépítve, a szentély gótikus)
- Balatonberény, Keresztelő Szent János-templom
- Balatonszemes, Páduai Szent Antal-templom
- Igal, Szent Anna-templom (barokk stílusban átépítve, a szentély gótikus)
- Kőröshegy, Szent Kereszt templom
- Marcali, Gyümölcsoltó Boldogasszony-templom (barokk stílusban átépítve)
- Somogyvámos, pusztatemplom
- Törökkoppány, Alexandriai Szent Katalin-templom

### Szabolcs-Szatmár-Bereg vármegye
- Csaroda, református templom
- Csenger, református templom
- Jánkmajtis, római katolikus templom
- Nagyszekeres, református templom
- Nyírbátor, református templom
- Nyírbátor, minorita templom
- Sonkád, református templom

### Tolna vármegye
- Decs, református templom
- Báta, az elpusztult Szent Vér-bazilika
- Bátaszék, Ciszterci apátság

### Vas vármegye
- Szombathely, ferences templom és kolostor
- Kőszeg, Szent Jakab-templom
- Őriszentpéter, Szent Péter-templom

### Veszprém vármegye
- Veszprém, Gizella-kápolna
- Veszprém, Margit-romok
- Veszprém, Szent Mihály-székesegyház (szentély)
- Hosztót, Nagyboldogasszony-templom (barokk és klasszicista stílusban átépítve)
- Kővágóörs, ecsérpusztai templomrom (rom)
- Várvölgy, alsózsidi templom (neogótikusként átépítve)

### Zala vármegye
- Belezna, Szűz Mária neve templom (csak a torony)
- Egervár, Alexandriai Szent Katalin Plébániatemplom (külső gótikus elemek)
- Keszthely, Magyarok Nagyasszonya-templom
- Zalaszántó, Szent Kozma és Damján-templom
- Zalaszentmihály, Szent Mihály-templom
- Zalaszentgyörgy, Szent György-templom

## A mai Magyarország határain kívül
- Kassai Szent Erzsébet-dóm
- Bártfai Szent Egyed-bazilika
- Szepeshelyi Szent Márton-székesegyház
- Lőcsei Szent Jakab-templom
- Pozsonyi Szent Márton-dóm
- Pozsonyi klarisszák temploma
- Zágrábi katedrális és Szent Márk-templom
- Kolozsvári Szent Mihály-templom
- Brassói fekete templom
- Segesvári kolostortemplom